# Achtung 2012
Achtung 2012 – dziesiąty studyjny album zespołu Farben Lehre wydany 11 września 2012.

## Lista utworów
1. „Achtung 2012” – 3:07
2. „Femina” – 3:32
3. „Anioły i demony” – 4:02
4. „Zapamiętaj” – 3:22
5. „Wataha” – 3:41
6. „Aura” – 4:26
7. „Kontrasty” – 3:21
8. „Minus jeden” – 3:07
9. „Zbrodnia i wiara” – 3:37
10. „Pasja” – 4:24
11. „Coś” – 2:56
12. „Omen” – 5:06

Bonus CD
1. „Kontrasty” (wersja kozacka) – 3:21
2. „Anioły i demony” (wersja singlowa) – 3:39
3. „Aura” (wersja akustyczna) – 4:12

## Muzycy
- Wojciech Wojda – śpiew, teksty
- Konrad Wojda – gitara, śpiew
- Filip Grodzicki – bas, śpiew
- Adam Mikołajewski – perkusja

Gościnnie wystąpili:
- Anja Orthodox – śpiew
- Piotr „Gutek” Gutkowski – śpiew, chórki
- Kamil Bednarek – śpiew, klawisze
- Nikola Warda – śpiew, chórki
- Monika Biczysko – chórki
- Martyna Gąsiorek – chórki
- Kornela Bednarek – chórki
- Sławek „Melon” Świdurski – chórki
- Michał Jelonek – skrzypce
- Piotr „Lolek” Sołoducha – akordeon, chórki
- Mariusz Kumala – gitara
- Przemek „Pastuch” Zwias – fujarka
- Dominik Hałka – klawisze
- Adaś Mościcki – instr.perkusyjne